# 拉洛 (貝寧)
6°55′N 1°53′E / 6.917°N 1.883°E
拉洛（法語：Lalo）是貝寧的城鎮，位於該國西南部，由庫福省負責管轄，北鄰克盧埃康梅，面積432平方公里，海拔高度132米，2013年人口119,926，人口密度每平方公里278人。